# Ensamble América
La Orquesta de Cuerda Ensamble America fue creada en 1998 por un grupo de estudiantes Latinos de la Juilliard School en Nueva York. Más adelante se conformó como una fundación que promuve la música de compositors de toda América en los distintos periodos de la música clásica, barroca, romántica y moderna.
La orquesta fue fundada por Edmundo Ramírez, violista que es el director artístico y concertino de la Orquesta.
Ensamble America a recibo buenas críticas por sus conciertos, entre ellas una del periódico Star Ledger de Nueva Jersey donde es descrita como una Orquesta que comparte muchas cualidades con las mejores orquestas de cámara de hoy en día. (Wlla J. Conrad).
La fundación y la orquesta promueven la creación de programas dirigidos a la comprensión de la música clásica de América y en general, la creación de nuevas audiencias mostrando la influencia de las tradiciones de música americana que ha tenido la música clásica a través de los tiempos. 
Ensamble America ha tocado con solistas del calibre de Roberto Diaz, Oleg Krysa, Masao Kawasaki, Mark Pekanov entre otros. Este grupo fue orquesta en residencia de la New Jersey Chamber Society.